# Chesneya neplii
Chesneya neplii är en ärtväxtart som beskrevs av Antonina Georgievna Borissova. Chesneya neplii ingår i släktet Chesneya och familjen ärtväxter. Inga underarter finns listade i Catalogue of Life.